# Alfons Trunk
Alfons Trunk (* 20. Juni 1892 auf dem Hofgut Tiefenthal in Wertheim; † 17. September 1970 in Lichtenfels) war ein deutscher Landrat.

## Leben
Nach dem Abitur am humanistischen Gymnasium in Lohr am Main studierte Alfons Trunk Rechtswissenschaften an der Julius-Maximilians-Universität Würzburg, wo er Mitglied der katholischen Studentenverbindung Normannia war, und an der Friedrich-Alexander-Universität Erlangen-Nürnberg. Nach der ersten juristischen Staatsprüfung absolvierte er den Vorbereitungsdienst, unterbrochen durch seinen Kriegseinsatz mit anschließender Kriegsgefangenschaft. 1920 legte er das zweite juristische Staatsexamen (früher Staatskonkurs) ab und kam als Rechtspraktikant zur Regierung von Unterfranken, wo er später Regierungsassessor wurde. 1921 promovierte er in Würzburg mit der Dissertation „Die sogenannte intellektuelle Urkundenfälschung“ zum Dr. jur. Daneben promovierte er auch zum Dr. rer. pol. Im Sommer 1921 wurde er Bezirksamtmann in Naila und zwei Jahre später in gleicher Funktion in Nürnberg, wo er von Dezember 1933 bis Dezember 1934 als Vertreter des Bezirksamtsvorstands der Leiter des Bezirksamts Nürnberg war. Trunk trat zum 1. Mai 1933 in die NSDAP (Mitgliedsnummer 2.175.758) ein und war von 1938 an Kreisamtsleiter für Kommunalpolitik.
Am 16. April 1934 zum Regierungsrat I. Klasse ernannt, musste er nochmals von März bis Juni 1936 vertretungsweise das Bezirksamt Nürnberg leiten. Im Frühjahr 1937 kam er zum Bezirksamt Lichtenfels (ab 1939 Landkreis Lichtenfels) und wurde dort Bezirksamtsvorstand (ab 1939 Landrat). Dieses Amt übte er bis zu seiner Amtsenthebung am 2. Juni 1945 durch die US-amerikanische Militärregierung aus. Vom 15. April 1942 an war er zugleich mit der Führung der Geschäfte des Landrats in Staffelstein beauftragt. Trunk wurde im Sommer 1945 für einige Monate interniert. Im Entnazifizierungsverfahren stufte die Spruchkammer Lichtenfels ihn 1947 als Mitläufer ein. So kam er Anfang 1948 als Angestellter zum Landkreis Beilngries. Wieder in ein Beamtenverhältnis berufen, wurde er am 1. September 1948 zum Regierungsrat und am 1. Dezember 1949 zum Oberregierungsrat bei der Regierung von Oberfranken ernannt. Dort blieb er bis zu seiner Versetzung in den Ruhestand zum 1. Dezember 1955.

## Sonstiges
In dem Spruchkammerverfahren des Wilhelm Aumer am 13. November 1946 war Trunk als Zeuge geladen und trug mit seinen Aussagen zu dessen Wiedereinstellung beim Landratsamt Lichtenfels bei. 